# Nallur (Tenkasi)
Nallur es una ciudad censal situada en el distrito de Tenkasi en el estado de Tamil Nadu (India). Su población es de 7828 habitantes (2011). Se encuentra a 25 km de Tenkasi y a 27 km de Tirunelveli.

## Demografía
Según el censo de 2011 la población de Nallur era de 7828 habitantes, de los cuales 3869 eran hombres y 3959 eran mujeres. Nallur tiene una tasa media de alfabetización del 82,86%, superior a la media estatal del 80,09%: la alfabetización masculina es del 90,64%, y la alfabetización femenina del 75,26%.